# Sätbajew
Sätbajew (kasachisch Сәтбаев/Sätbajev; russisch Сатпаев/Satpajew) ist eine Stadt im Gebiet Ulytau in Kasachstan. Gegründet wurde sie 1954 unter dem Namen Nikolski. Zu Ehren von Qanysch Îmantajuly Sätbajew wurde die Stadt 1990 in Sätbajew umbenannt.

## Geografische Lage
Die Stadt liegt im Gebiet Ulytau nur etwa sieben Kilometer entfernt von der Gebietshauptstadt Schesqasghan, ca. 550 Kilometer westlich von Qaraghandy und 760 Kilometer südwestlich der Hauptstadt Astana.

## Bevölkerung
59,7 Prozent der Einwohner sind Kasachen, 23,6 Prozent sind Russen und 16,7 Prozent sind anderer Abstammung.
Bei der Volkszählung 1999 hatte Sätbajew 58.652 Einwohner. Die Volkszählung 2009 ergab für den Ort eine Einwohnerzahl von 60.105. Bei der letzten Volkszählung 2021 lebten 67.456 Menschen in Sätbajew. Die Fortschreibung der Bevölkerungszahl ergab zum 1. Januar 2025 eine Einwohnerzahl von 68.699.
| Einwohnerentwicklung               | Einwohnerentwicklung | Einwohnerentwicklung | Einwohnerentwicklung | Einwohnerentwicklung | Einwohnerentwicklung | Einwohnerentwicklung |
| ---------------------------------- | -------------------- | -------------------- | -------------------- | -------------------- | -------------------- | -------------------- |
| 1959                               | 1970                 | 1979                 | 1989                 | 1999                 | 2009                 | 2021                 |
| 11.476                             | 32.862               | 48.865               | 58.717               | 58.652               | 60.105               | 67.456               |
| Anmerkung: Volkszählungsergebnisse |                      |                      |                      |                      |                      |                      |

## Geschichte
Der Ort wurde 1954 als Arbeitersiedlung Nikolski (Никольский) gegründet. 1973 bekam der Ort die Stadtrechte verliehen und unterstand somit nicht mehr der Verwaltung der nahegelegenen Stadt Schesqasghan. Umbenannt wurde die Stadt 1990 zu Ehren des Geologen Qanysch Îmantajuly Sätbajew.

## Kultur und Sehenswürdigkeiten

### Bauwerke
Die russisch-orthodoxe Nikolauskirche und die Moschee, die auch eine Koranschule betreibt, wurden vom Unternehmen Kazakhmys in Auftrag gegeben. Die beiden Bauwerke liegen gegenüber einander in der Stadtmitte.

### Sport
In der Stadt ist die Eishockeymannschaft HK Kasachmys beheimatet. Die Fußballmannschaft FK Kasachmys spielte 2009 in der höchsten kasachischen Liga. 
Im Zentrum der Stadt befindet sich ein Sportkomplex, der eine Eishalle, ein Schwimmbad, ein überdachtes Fußballfeld und einige Fitnessstudios beinhaltet.

## Wirtschaft
Vor allem Bergbau prägt die Stadt Sätbajew. Die in zahlreichen Schächten (Untertagebau) und Tagebau gewonnenen Erze werden in der naheliegenden Stadt Schesqasghan zu Kupfer und anderen Buntmetallen verarbeitet.

## Söhne und Töchter der Stadt
- Witali Li (* 1994), Fußballspieler
- Rima Kaschafutdinowa (* 1995), Sprinterin